# Омут (приток Демянки)
Омут (Люкша) — река в России, протекает по Порховскому району Псковской области, до впадения Любши называется Люкша. Устье Омута находится в 15 км от устья Демянки по левому берегу. Длина Омута с Люкшей составляет 15 км.
Любша и Омут протекают по территории Дубровенской волости. На берегах Любши стоят деревни Подмошье и Дуброво.

## Данные водного реестра
По данным государственного водного реестра России относится к Балтийскому бассейновому округу, водохозяйственный участок реки — Шелонь, речной подбассейн реки — Волхов. Относится к речному бассейну реки Нева (включая бассейны рек Онежского и Ладожского озера).
Код объекта в государственном водном реестре — 01040200412102000024649.